# Laura Martinel
Laura Alejandra Martinel Acuña (ur. 20 grudnia 1963) – argentyńska judoczka. Olimpijka z Barcelony 1992, gdzie zajęła siódme miejsce w wadze średniej.
Uczestniczka mistrzostw świata w 1993. Srebrna medalistka igrzysk panamerykańskich w 1991. Wygrała igrzyska Ameryki Południowej w 1982. Zdobyła cztery medale mistrzostw panamerykańskich w latach 1982 – 1992.

## Letnie Igrzyska Olimpijskie 1992
| Konkurencja | Eliminacje                  | Repasaże         | Repasaże               | Repasaże             | Klas. końcowa |
| Konkurencja | Przeciwnik I                | Przeciwnik I     | Przeciwnik II          | Przeciwnik II        | Miejsce       |
| ----------- | --------------------------- | ---------------- | ---------------------- | -------------------- | ------------- |
| 66 kg       | Alexandra Schreiber (GER) P | Erin Lum (GUM) Z | Sandra Greaves (CAN) Z | Claire Lecat (FRA) P | 7.            |